# Ichneumon ferrugineus
Ichneumon ferrugineus är en stekelart som beskrevs av Bloch 1776. Ichneumon ferrugineus ingår i släktet Ichneumon och familjen brokparasitsteklar. Inga underarter finns listade i Catalogue of Life.